# Tarzan le Tigre

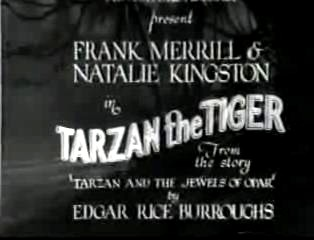
Générique du film.

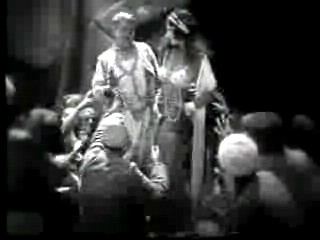
Une scène du film.

Tarzan le Tigre (Tarzan the tiger) est un film à épisodes américain en 15 épisodes réalisé par Henry MacRae et sorti à partir de 1929.
Il a été réalisé en tant que suite du film Tarzan the Mighty qui avait rencontré le succès en 1928,.

## Fiche technique
- Titre original : Tarzan the tiger
- Réalisation : Henry MacRae
- Scénario : Ian McClosky Heath d'après Tarzan and the Jewels of Opar d'Edgar Rice Burroughs
- Photographie : Wilfred M. Cline
- Montage : Malcolm Dewar
- Distributeur : Universal Pictures
- Durée : 15 chapitres (266 minutes)
- Date de sortie :
  - États-Unis : 9 décembre 1929

## Distribution

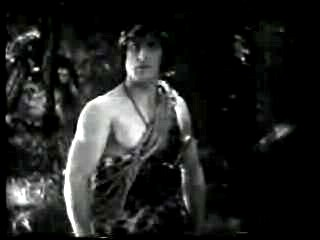
Frank Merrill dans le rôle de Tarzan.

- Frank Merrill : Tarzan
- Natalie Kingston : Jane
- Al Ferguson : Albert Werper
- Kithnou
- Sheldon Lewis : Achmet Zek

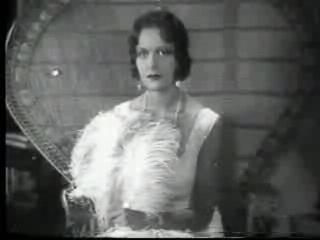
Natalie Kingston
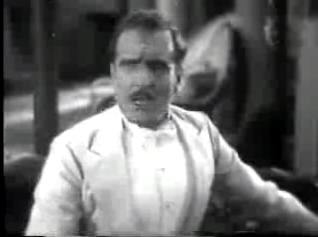
Al Ferguson
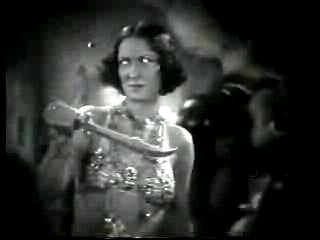
Kithnou
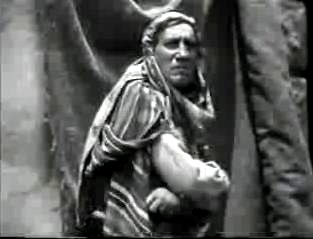
Sheldon Lewis
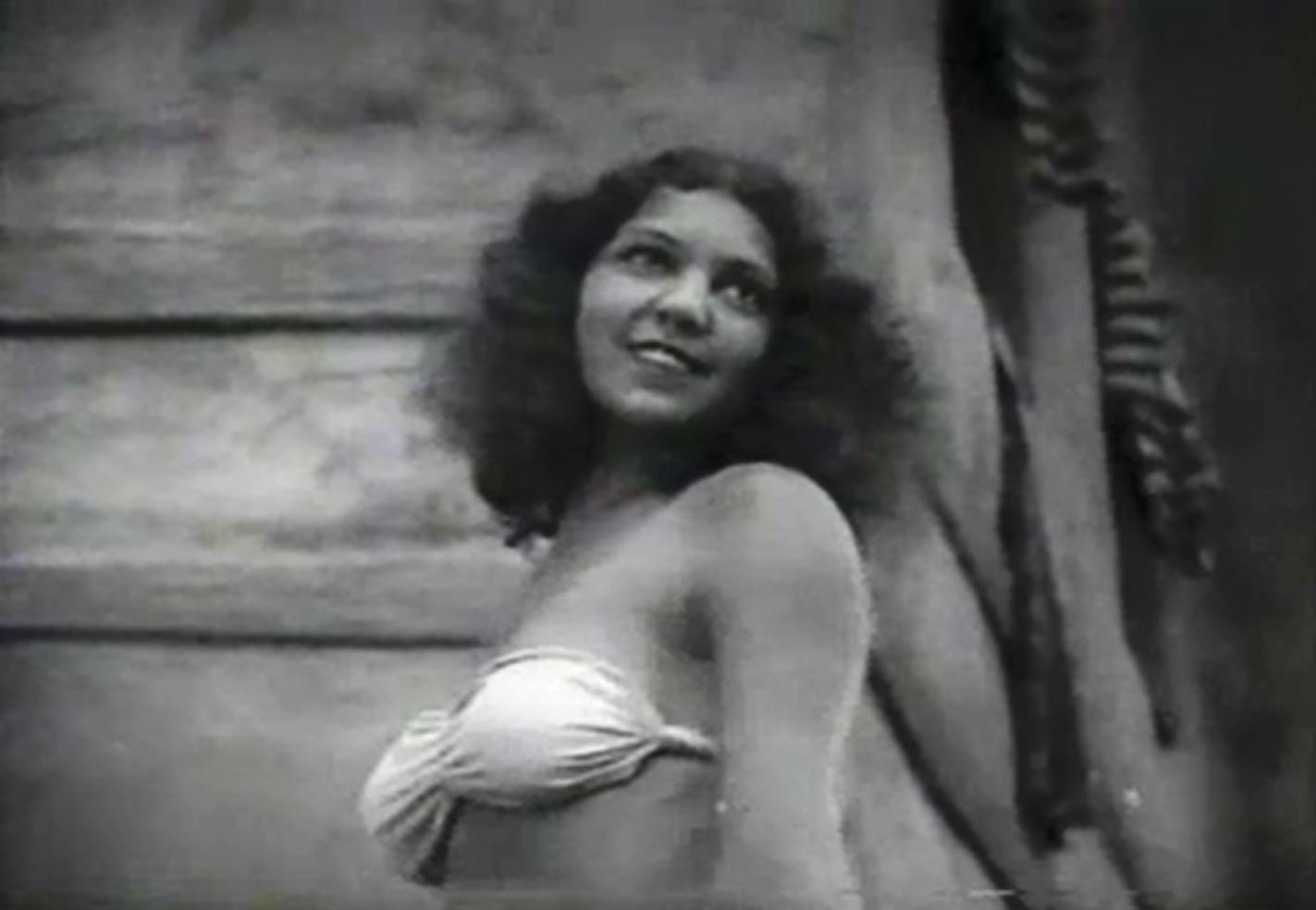
Une esclave